# شفشف
شَفْشَف أو سمك الظِلّ أو سمك الشبح (الاسم العلمي: Umbrina)، جنس أسماك بحرية من فصيلة البهاريات. أنواعه 17 توجد في المياه الاستوائية والمعتدلة الدافئة من المحيط الأطلسي والبحر الأبيض المتوسط وغرب المحيط الهندي وشرق المحيط الهادئ.